# Егейський регіон (Туреччина)
Егейський регіон Туреччини площею 79000 км², п'ятий за величиною з семи географічних районів Туреччини. Офіційна назва «Егейський регіон» (тур. Ege Bölgesi).

## Географія
Територія регіону становить приблизно 10,1 % турецької території. Межує з Центральною Анатолією, Мармуровоморським та Середземноморським регіонами.
Цей регіон офіційно існує після географічного конгресу 1941 року в Анкарі і розділений на два субрегіони і території.

## Клімат
Клімат на узбережжі — середземноморський: спекотне літо з мінімумом опадів, прохолодні вологі зими; трохи далі від узбережжя клімат континентальний: спекотне сухе літо, але холодні, сніжні зими.

## Населення
За даними перепису 2000 року кількість населення регіону становить 8,94 млн чол. з щільністю населення 113 чол./км². 61,5 % (5,5 млн чол.) населення проживає в містах і 38,5 % (3,44 млн чол.) в селах. Щорічний приріст населення становить 1,629 %.

## Економіка
Егейський регіон після Мармуровоморського регіону, другий за величиною промисловий район в Туреччині.
В Ізмірі, переважає текстильна, харчова, автомобільна, нафтова та машинобудівна промисловість, а також виготовлення запасних частин. В ілах Афьонкарагісар, Кютаг'я і Ушак, є кілька цукрових заводів, та сірковий завод в Кютаг'я. Місто Денізлі є найважливішим текстильним центром в регіоні і експортує більшу частину своєї продукції за кордон.